# I giorni di Nietzsche a Torino
I giorni di Nietzsche a Torino (Dias de Nietzsche em Turin) è un film del 2002 diretto da Júlio Bressane. Ha partecipato al Festival del cinema di Venezia
La pellicola narra in maniera poetica il soggiorno di Friedrich Nietzsche nella città di Torino durante l'autunno del 1888, ospite della famiglia Fino in Piazza Carlo Alberto. 
L'unica voce narrante è quella fuori campo del filosofo che legge alcune delle sue lettere, spedite agli amici nel periodo torinese; per il resto tutto il film è senza dialoghi, con l'unica forma espressiva data dalla gestualità dei personaggi che interpretano la drammatica vicenda, e inframmezzato da spezzoni di opere musicali di Richard Wagner, della Carmen di Georges Bizet e di Edipo re di Pier Paolo Pasolini.
Nel capoluogo piemontese, prima del tracollo psichico dei primi giorni del 1889, Nietzsche scrisse i suoi ultimi lavori, da Ecce Homo e Il crepuscolo degli idoli a L'Anticristo.

## Trama
Il film si apre con una veduta dei vicoli torinesi. Successivamente inizia a parlare Nietzsche sotto forma di voce fuori campo, mentre vediamo il filosofo che passeggia per le strade di Torino, elogiandone l'eleganza, lo stile di vita e il clima, incomparabilmente migliore di quello dell'Engadina, ove aveva precedentemente soggiornato. La pellicola mostra poi gli attimi di lavoro di Friedrich affiancati da visioni volte a rappresentarne lo stato emotivo e la profondità di pensiero. Il tutto è un preludio alla famosa scena del cavallo che segnò l'inizio del decadimento mentale di Nietzsche, nel film rappresentata con una progressiva serie di azioni prive di senso e frasi altrettanto confuse.